# آنری پوانکاره
ژول آنری پوانکاره (به فرانسوی: Jules Henri Poincaré) (تلفظ: pwɛ̃kaˈʀe∗) (زادهٔ ۲۹ آوریل ۱۸۵۴ – درگذشتهٔ ۱۷ ژوئیهٔ ۱۹۱۲) ریاضی‌دان، فیزیکدان نظری، مهندس و فیلسوف علم فرانسوی بود. از او اغلب با عنوان همه‌چیزدان یاد می‌شود و اریک تمپل بل، او را آخرین ریاضی‌دان تمام‌عیار می‌خواند؛ چراکه در زندگی‌اش در همه زمینه‌های ریاضیات، از هم‌عصرانش جلوتر بود.
او در ریاضیات محض و کاربردی، فیزیک‌ریاضی و مکانیک سماوی (آسمانی)، کارهای اساسی و پیش‌گامانه داشت. او حدس پوانکاره را پیش نهاد که تا ۲۰۰۳ یکی از مشهورترین مسائل حل‌نشده در ریاضیات بود. پوانکاره نخستین کسی بود که در پژوهش دربارهٔ مسئله سه جسم، سیستم آشوب‌ناک را کشف کرد که به پایه‌گذاری نظریه مدرن آشوب انجامید. او همچنین، از بنیان‌گذاران توپولوژی است.
پوانکاره، اهمیت توجه به ناوردایی قوانین فیزیک در تبدیلات را روشن ساخت و نخستین کسی بود که تبدیل لورنتس را مدرن و سامان‌یافته پیش نهاد. او باقی تبدیلات سرعت نسبی را کشف کرد و ۱۹۰۵، آن‌ها را در نامه‌ای به فیزیک‌دان هلندی هندریک لورنتز (۱۹۲۸–۱۸۵۳) بیان کرد. به‌این‌ترتیب، او به ناوردایی کامل معادلات ماکسول رسید که در فرمول‌بندی نسبیت خاص نقش مهمی داشت.
گروه پوانکاره که در ریاضیات و فیزیک به کار می‌رود، به‌افتخار او نامیده شده است.

## زندگی
آنری پوانکاره، ۱۸۵۴ در خانواده‌ای سرشناس در نانسی زاده‌شد. پدرش، لئون پوانکاره (۱۸۹۲–۱۸۲۸)، استاد داروسازی در دانشگاه نانسی بود. خواهر کوچک‌ترش آلین، با فیلسوف روحانی امیل بوترو ازدواج کرد. دیگر عضو مهم این خانواده، رِیمون پوانکاره بود که ۱۹۱۳ تا ۱۹۲۰، رئیس‌جمهور فرانسه و یکی از اعضای فرهنگستان فرانسه بود. آنری پوانکاره با آموزه‌های کاتولیک پرورش یافت، اما ندانم‌گرا شد و به انتقاد از دگماتیسم دینی پرداخت، به‌ویژه دربارهٔ ارتباط خداشناسی و علم.

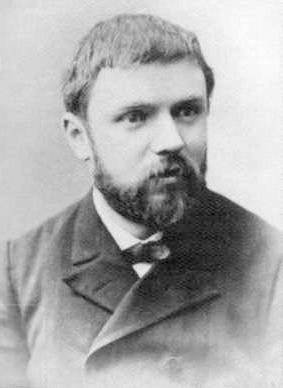
در جوانی

از کودکی، فکرش سریع‌تر از کلمات کار می‌کرد. در پنج‌سالگی دیفتری گرفت و پس از نه ماه حنجرهاش از کار افتاد و باعث گوشه‌گیری‌اش شد، طوری‌که دیگر با بچه‌ها بازی نمی‌کرد. همین باعث شد تا افکارش را متمرکز کند. او حافظه بسیار خوبی داشت. از شانزده‌سالگی، شوق ریاضیات در او شکوفا شد. پوانکاره در ذهنش به ریاضی می‌پرداخت، بی‌اینکه آن را بنویسد.
او مهم‌ترین چهره در معادلات دیفرانسیل و ریاضیدانی است که پس از نیوتن، مهم‌ترین کارها را در مکانیک اجرام آسمانی انجام داده است. ۱۸۷۳، برتر از هم‌دوره‌ای‌هایش وارد مدرسه پلی‌تکنیک شد. استادش در نانسی او را «غول ریاضی» خوانده‌بود. پس‌از دانش‌آموختگی، دوره‌های مهندسی را در مدرسه معدن ادامه داد و چندی مهندسی کرد، که هم‌زمان با کار روی پایان‌نامه دکتری‌اش در ریاضیات بود. او، ۱۸۷۹ دکترا گرفت. طولی نکشید که به تدریس در دانشگاه کان پرداخت و ۱۸۸۱ استاد دانشگاه پاریس شد و تا زمان مرگ، آنجا درس می‌داد. در ۳۳سالگی، عضو فرهنگستان علوم و در ۱۹۰۸ عضو فرهنگستان فرانسه شد. او همچنین به تمجیدها و افتخارهایی از فرانسه و کشورهای دیگر رسید.
۱۸۸۰، در ۲۶سالگی، پوانکاره برای درخشان‌ترین کشفش، شهرت جهانی یافت و آن، کشف دوران‌ساز «نگاشت‌های خودریخت (automorph)» از یک متغیر مختلط بود (خود او آن‌ها را تابع‌های فوکسی و کلاینی نیز می‌نامید). «نظریه عمومی توابع هم‌ریخت دارای یک متغیر مختلط» یکی از اندک شاخه‌های ریاضی است که او دیگر تقریباً کاری برای پسینیان خود نگذاشت. اما نظریه توابع فوکس تنها یکی از کارهای او در نظریه توابع تحلیلی است. او در مقاله کوتاهی که ۱۸۸۳ نوشت، نخستین کسی بود که به پژوهش در پیوند نوعی تابع کامل (که از راه تجزیه وایرشتراسی، به عامل‌های اول تعیین می‌شود) و ضرایب بسط تیلور آن یا نرخ رشد مقدار مطلق تابع، پرداخت و از راه تابع‌های مطلق، به نظریهٔ کامل تابع‌های مِرومورفیک، که هنوز پس از ۸۰ سال به سرانجام نرسیده است، دست یافت.
مهم‌ترین کار پوانکاره در هندسهٔ جبری، مقاله‌های ۱۹۱۰ تا ۱۹۱۱ او دربارهٔ منحنی‌های جبری روی سطح جبری F(x,y،z)=۰ بود. پوانکاره یکی از شاگردان هرمیت بود و برخی از کارهای آغازینش، به روش اِرمیت دربارهٔ «تحویل مداوم» در نظریه حسابی صورتها، به‌ویژه قضیهٔ متناهی‌بودن برای طبقه‌های این‌گونه صورت‌ها که قبلاً ژوردان آن را اثبات کرده‌بود، مربوط می‌شود.

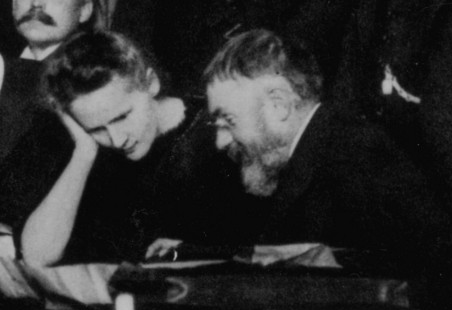
با ماری کوری در کنفرانس سُلوِی ۱۹۱۱

بررسی‌های پوانکاره دربارهٔ پیدایش جهان، آنالیز، نور، الکتریسیته و جبر و احتمالات بسیار مهم و دقیق است. وی در فلسفه و علوم نظری صاحب‌نظر و محقق بود.
پوانکاره به کشف و حل مسائل بسیاری در زمینه‌های گوناگون علمی دست یافت که برجسته‌ترین آن‌ها در ریاضیات و فلسفه عبارت‌اند از: علم و فرض، علم و روشنی، مفروضات تکوینی، روش‌های نوین در مکانیک آسمانی و ارزش علم. پوانکاره سی کتاب و پانصد مقاله دربارهٔ مسائل کاملاً مختلف نوشت.
با کشف توابع فوکس، پوانکاره برای حل گونه‌ای از معادلات دیفرانسیل که پیش از آن ریاضیدان آلمانی لازاروس فوکس (Lazarus Fuchs) روی آن کار کرده‌بود، راه جدیدی پیش نهاد، که نه تنها به حل آن‌ها انجامید، بلکه نظریهٔ توابع بیضوی را نیز پیش کشید. کشف او در مبحثی از ریاضی که پیش از آن، «تحلیل توابع» نام داشت و امروزه توپولوژی جبری نام دارد و از مشکل‌ترین مباحث ریاضی جدید است، بسیار ارزش‌مند بود. نظریه توابع فوکس از آغاز بر اساس انتگرال‌گیری خطی معادله‌های دیفرانسیل با ضرایب جبری بود، اما پوانکاره بیشتر به نظریه‌های نور و امواج الکترومغناطیسی رغبت داشت. نکته‌ای که او دربارهٔ ارتباط پرتو ایکس و شب‌تابی برشمرد، آغازگر آزمایش‌های آنری بکرل بود که به کشف پرتوزایی (رادیواکتیویته) انجامید. از سوی دیگر پوانکاره از ۱۸۹۹ در نظریه الکترونی لورنتس فعال بود. پوانکاره نخستین کسی بود که دریافت که تبدیل لورنتس تشکیل گروهی می‌دهد که با گروهی که صورت درجه دوم را نامتغیر می‌گذارد هم‌ریخت است. بسیاری از فیزیک‌دانان بر این عقیده‌اند که در پیشنهاد نسبیت خاص، پوانکاره با لورنتس و اینشتین شریک است.
دیدگاه او دربارهٔ «وابستگی حساس به شرایط اولیه» مبنای نظریه آشوب شد.
آنری پوانکاره، بهار ۱۹۱۲ بیمار و در نهم ژوئیه همان سال جراحی پروستات شد که در پی آن، هفدهم ژوئیه ۱۹۱۲ در اثر آمبولی در ۵۸ سالگی در پاریس درگذشت.